# Denver Dynamos 1975
Questa pagina raccoglie i dati riguardanti i Denver Dynamos nelle competizioni ufficiali della stagione 1975.

## Stagione
I Dynamos vennero affidati allo scozzese John Young. La rosa venne rivoluzionata e pochi giocatori, tra cui Kaizer Motaung, Kevin Howe e Jeff Solem, rimasero dalla stagione precedente. La squadra aveva comunque con una forte ossatura ad impronta britannica più due giocatori sudafricani che avevano militato nel Kaizer Chiefs di Motaung, Patrick Ntsoelengoe e Abednigo Ngcobo.
La squadra non superò la fase a gironi del torneo, chiudendo la Central Division al terzo e ultimo posto. Cannonieri della squadra con 10 reti ciascuno furono Mike Flater, proveniente dalla squadra B, e la stella sudafricana Ace Ntsoelengoe. Questa fu l'ultima stagione dei Dynamos che nella stagione seguente furono trasferiti a Minneapolis per divenire i Minnesota Kicks.

## Organigramma societario
Area direttiva
- General Manager: Joe Echelle
- Responsabile Scouting: Artie Watcher

Area tecnica
- Allenatore: John Young
- Trainer: Larry Franca

## Rosa
| N. |                        | Ruolo | Calciatore          |
| -- | ---------------------- | ----- | ------------------- |
| 0  | Stati Uniti (bandiera) | P     | Bruce Brown         |
| 1  | Inghilterra (bandiera) | P     | Richie Blackmore    |
| 2  | Scozia (bandiera)      | D     | Ian Sneddon         |
| 3  | Stati Uniti (bandiera) | D     | Kevin Howe          |
| 4  | Inghilterra (bandiera) | D     | Peter Short         |
| 5  | Stati Uniti (bandiera) | C     | Jeff Solem          |
| 6  | Scozia (bandiera)      | C     | Tommy Veitch        |
| 7  | Scozia (bandiera)      | C     | Hugh Fisher         |
| 8  | Sudafrica (bandiera)   | A     | Patrick Ntsoelengoe |
| 9  | Inghilterra (bandiera) | A     | Nigel Cassidy       |
| 10 | Sudafrica (bandiera)   | A     | Kaizer Motaung      |

| N. |                        | Ruolo | Calciatore      |
| -- | ---------------------- | ----- | --------------- |
| 11 | Stati Uniti (bandiera) | A     | Mike Flater     |
| 12 | Inghilterra (bandiera) | C     | Gordon Bartlett |
| 14 | Inghilterra (bandiera) | C     | Roy Sinclair    |
| 15 | Inghilterra (bandiera) | D     | Malcolm Dawes   |
| 16 | Stati Uniti (bandiera) | C     | Tom Howe        |
| 17 | Sudafrica (bandiera)   | A     | Abednigo Ngcobo |
| 19 | Stati Uniti (bandiera) | C     | Bob Ridley      |
| 21 | Stati Uniti (bandiera) | C     | David Brady     |
|    | Ghana (bandiera)       | A     | Peter Lamptey   |
|    | Ghana (bandiera)       | A     | Mohammed Polo   |